# Stadtbezirk
Een Stadtbezirk is in Duitsland een bestuurlijk onderdeel van een gemeente, meestal aanwezig bij grote steden met meer dan 150.000 inwoners. Een Stadtbezirk komt grotendeels overeen met een deelgemeente (bestuurlijk 'stadsdeel') in Nederland.
De aanwezigheid van Stadtbezirk in een grootstedelijke gemeente hangt af van de Gemeindeordnung (ook soms: Kommunalverfassung) van de betreffende deelstaat. 
De formele oprichting van Stadtbezirke volgt na een besluit van de gemeenteraad. Een Stadtbezirk is meestal onderverdeeld in Stadtteile (in landelijke gemeenten vaak Ortsteile genoemd), die geen bestuurlijke functie hebben maar vooral voor statistische doeleinden worden gebruikt.

## Uitzonderingen
In Berlijn heet een stadsdeel een Bezirk. In Karlsruhe wordt gesproken van Stadtteile.